# Мир юрского периода: Возрождение (саундтрек)
Jurassic World Rebirth (Original Motion Picture Soundtrack) — саундтрек-альбом к фильму «Мир юрского периода: Возрождение», самостоятельного сиквела к фильму «Мир юрского периода: Господство», четвёртого фильма серии «Мир юрского периода» и седьмого во франшизе «Парк юрского периода». Режиссёром выступил Гарет Эдвардс, в главных ролях Скарлетт Йоханссон, Махершала Али, Джонатан Бейли, Руперт Френд, Мануэль Гарсия-Рульфо и Эд Скрейн.
Музыка фильма написана Александром Десплой и записана в Эбби-Роуд в Лондоне. Саундтрек был выпущен 2 июля 2025 года лейблом Back Lot Music, в тот же день, что и фильм, «Boat Chase», который вышел 26 июня в качестве ведущего сингла.

## Предыстория
В апреле 2025 года Александр Деспла был подтверждён в качестве композитора «Мира юрского периода: Возрождение», воссоединившись с Эдвардсом после «Годзиллы». Деспла заменяет предыдущего композитора «Мира брского периода» Майкла Джаккино в контрасте с фильмом «Изгой-один. Звёздные войны: Истории», другим фильмом режиссёра Эдвардса, в котором Джаккино заменил Десплу в качестве композитора из-за пересъёмок, которые оставили последнего недоступным.
«Сначала вы взволнованы, затем приходит паника, потому что вы понимаете, что вы нанимаете сказочного композитора, который изобрёл так много замечательных вещей, которые знает вся планета. Вы пытаетесь найти свой путь через это […] Вы пытаетесь сделать это сами, и в то же время отдаёте дань уважения музыке Уильямса и пытаетесь найти свой путь через это, придумывая новые темы и идеи, но оставаясь в той же художественной зоне, что и музыка франшизы».
Деспла включил в музыку музыкальные темы Джона Уильямса из первых двух фильмов «Парк юрского периода». Он считал это «довольно сложной задачей» из-за того, что работа Уильямса состоит из культовых фильмов, и хотел почтить его работу, уравновешивая то, как и где он мог бы смешать тему Уильямса, преобладая использованием оркестровой музыки. Он также хотел создать свой материал в контексте сюжета фильма, придумывая новые темы и идеи, но оставаясь в той же художественной зоне, что и музыка франшизы. Эмоциональный аспект фильма был разделён на две части: группа людей, ищущих динозавров, и другая группа людей, представляющая собой семью. Деспла сочинил две разные темы и мелодии, которые принадлежали группам, а остальная часть аспекта была экшеном, для которого он предоставил экшн-музыку.
Эдвардс высоко оценил работу Десплы в фильме и его подход к отданию дани уважения музыке Уильямса. Он отметил, что отсылки на темы Уильямса были в нескольких местах, и Деспла включил несколько их версий, но для одной конкретной версии он чувствовал, что «некоторая магия отсутствовала» в качестве фаната и не может быть сыграна в конце титров, так как в ней нужно ссылаться на тему Уильямса в качестве дропа, похожего на первый фильм. Следовательно, указанная тема была сыграна дважды и использована в двух разных местах. Некоторые работы Уильямса были частично включены с небольшими намёками на то время в определённые моменты.
Деспла записал музыку на Эбби-Роуд в Лондоне с оркестром из 105 человек и хором из 60 человек. Деспла оркестрировал свою музыку вместе с давними сотрудниками Конрадом Поупомом, который работал над музыкой к первому фильму, Жаном-Паскалем Бейнтусом, Николя Шарроном, Сильвеном Моризе, Биллом Ньюлином, Ларри Ренчем и Нэном Шварцом, под руководством Десплы. Помимо того, что Бейли сыграл роль в фильме, Бейли внёс свой вклад в музыку, играя соло на кларнете; Бейли добавил, что у него «получились мурашки» при прослушивании музыки Десплы, что привело к его участию в игре на кларнете, что он делал в школьные годы.

## Выход
Back Lot Music выпустила альбом 2 июля 2025 года. Список композиций был объявлен 26 июня, состоящий из 34 треков, при этом первая композиция «Boat Chase» была доступна как сингл. Издание на виниле будет выпущено лейблом Mutant.

## Список композиций
| №                   | Название                                                                        | Длительность |
| ------------------- | ------------------------------------------------------------------------------- | ------------ |
| 1.                  | «Opening Lab»                                                                   | 4:53         |
| 2.                  | «Bridge of Deal»                                                                | 0:59         |
| 3.                  | «Natural History Museum» (включает тему «Парка юрского периода» Джона Уильямса) | 5:04         |
| 4.                  | «Team Gathered»                                                                 | 1:12         |
| 5.                  | «Voyage»                                                                        | 2:51         |
| 6.                  | «Dart Show»                                                                     | 1:18         |
| 7.                  | «Zora and Kincaid»                                                              | 2:24         |
| 8.                  | «Mosasaur Attacks Yacht»                                                        | 4:00         |
| 9.                  | «Zora and Loomis Chat» (включает тему «Парка юрского периода» Джона Уильямса)   | 1:57         |
| 10.                 | «Mayday»                                                                        | 3:32         |
| 11.                 | «Mosasaur Bumps Boat»                                                           | 1:12         |
| 12.                 | «Boat Chase»                                                                    | 5:15         |
| 13.                 | «Fins Attack – Part 1»                                                          | 4:49         |
| 14.                 | «Fins Attack – Part 2»                                                          | 1:31         |
| 15.                 | «Cave Swim»                                                                     | 3:48         |
| 16.                 | «Hurry»                                                                         | 1:42         |
| 17.                 | «Walking the Swamp»                                                             | 3:21         |
| 18.                 | «The Pistol / Scare in the Trees»                                               | 1:33         |
| 19.                 | «Do the Job»                                                                    | 2:28         |
| 20.                 | «Dino Lovers»                                                                   | 2:59         |
| 21.                 | «Dino Spectacle» (включает тему «Парка юрского периода» Джона Уильямса)         | 1:43         |
| 22.                 | «What's This Smell?»                                                            | 1:16         |
| 23.                 | «Crossing the River / T-Rex»                                                    | 8:10         |
| 24.                 | «Clifftop»                                                                      | 0:36         |
| 25.                 | «Climbing the Wall»                                                             | 3:37         |
| 26.                 | «Bird Strike»                                                                   | 3:40         |
| 27.                 | «Let's Go Home»                                                                 | 0:31         |
| 28.                 | «Gentle Boat Ride»                                                              | 4:05         |
| 29.                 | «Mutadons Fly In»                                                               | 4:55         |
| 30.                 | «The Old Lab»                                                                   | 2:38         |
| 31.                 | «Tunnel / Helicopter»                                                           | 4:19         |
| 32.                 | «Run to the Gate»                                                               | 2:44         |
| 33.                 | «Bella and the Beast»                                                           | 4:50         |
| 34.                 | «Sailing Away» (включает тему «Парка юрского периода» Джона Уильямса)           | 2:08         |
| Общая длительность: | Общая длительность:                                                             | 102:00       |

## Отзывы
Zanobard Reviews дал альбому оценку 8,5 из 10 и написал «Потрясающая музыку Александра Десплата к „Миру юрского периода: Возрождение“ возвращает нас к культовой франшизе в совершенно великолепном стиле, поскольку скрупулезный подход композитора к оркестру сияет на некоторых впечатляющих экшн-сериалах и безупречных исполнениях тем, как культово старых, так и развлекательно новых». Джонатан Брокстон из Movie Music UK написал: «Музыка иногда слишком сильно опускается в звуковом миксе, в результате чего большая часть деталей Десплы теряется под криками и рёвом, но в моменты, когда музыке разрешено петь — сцены погони на лодке, сцена с тираннозавром, финал с „D-Rex“ — это действительно впечатляет. Тем не менее, именно в альбоме раскрывается истинное совершенство и интеллект музыки Десплы, и вся эта восхитительная инструментальная сложность, это тематическое взаимодействие и эта творческая оркестровка бросаются в глаза». Filmtracks написал «Деспла сделал именно то, что коллекционеры музыки могли бы предсказать для „Мира юрского периода: Возрождение“: написал блестяще точную и совершенно достаточную музыку на периферии стиля Уильямса, при этом каким-то образом удалось предоставить абсолютно ничего запоминающегося. Несмотря на все неумение по поводу подхода Дона Дэвиса к „Парку юрского периода III“, он, оглядываясь назад, справился с загадкой Уильямса лучше, чем Джаккино или Деспла. 102-минутная презентация альбома непростительно в своей длине, очень нуждается в консолидации до получаса. Эта музыка является еще одним доказательством того, что Деспле всегда будет не хватать фактора „это“ из-за его стиля написания музыки, и если эта франшиза настаивает на том, чтобы двигаться вперед, то будем надеяться, что Джон Пауэлл напишет музыку к следующему фильму. Джеймс Саутолл из Movie Wave написал: «До сих пор в этой франшизе не было плохого результата, но я не думаю, что был такой хороший результат со времён последнего, который написал сам Уильямс».

## Участники записи
Согласно заметкам:
- Композитор, продюсер, дирижёр и оркестратор: Александр Деспла
- Дополнительная музыка: Solrey
- Оркестровки: Конрад Поуп, Жан-Паскаль Бейнтус
- Дополнительные оркестровки: Билл Ньюлин, Ларри Ренч, Нэн Шварц
- Руководящий музыкальный редактор: Джерард Макканн
- Музыкальный редактор: Питер Кларк
- Руководитель оркестра: Томас Боуз
- Пианино: Дэйв Арч
- Подрядчик хора и дирижер: Бен Пэрри
- Хоп: London Voices
- Подрядчик оркестра: Isobel Griffiths Ltd.
- Инженеры по записи и микшированию: Питер Коббин, Кирсти Уолли
- Подготовка музыки: Марк Грэм
- Библиотекарь: Дэйв Хейдж
- Ассистент: Ромен Аллендер
- Программирование: Орельен Тумюр
- Помощник инженера: Нил Доус
- Запись: Дэниел Хейден
- Редакторы музыки: Бен Гриффин, Уэс Хикс
- Техническое производство: Ксавье Форсиоли
- Студия звукозаписи: Эбби-Роуд
- Студия микширования: Sweet Thunder Mix Room
- Команда Эбби-Роуд: Фиона Гиллотт, Кайла Хопкинс, Даниэла Сицилия, Элли Макреди

## История релиза
| Регион | Дата           | Формат(ы)                    | Лейбл          | Примечания |
| ------ | -------------- | ---------------------------- | -------------- | ---------- |
| Разные | 2 июля 2025    | Цифровое скачивание стриминг | Back Lot Music | [ 23 ]     |
| Разные | 3 октября 2025 | Винил                        | Mutant         | [ 24 ]     |